# وراتیسلاو دوم
وراتیسلاو دوم (درگذشتهٔ ۱۴ ژانویهٔ ۱۰۹۲ میلادی) پسر برتیسلاو یکم، نخستین شاه بوهم از ۱۵ ژوئن ۱۰۸۵ بود. هاینریش چهارم (امپراتور مقدس روم) عنوان پادشاهی را به عنوان افتخاری مادام العمر به او اهدا کرد. پیش از رسیدن به مقام شاهی، از سال ۱۰۶۱ به عنوان دوک بوهم حکومت می‌کرد.

## پیش از رسیدن به حکومت
هنگامی که پدر وراتیسلاو در سال ۱۰۵۵ درگذشت، برادرش با عنوان اسپیتینو دوم به مقام دوک بوهم رسید و وراتیسلاو دوک اولوموتس شد. اختلاف میان وراتیسلاو و برادرش بروز کرد و به مجارستان تبعید شد. او توانست با کمک گرفتن از مجارها عنوان دوک‌نشین اولوموتس را پس بگیرد و پس از درگذشت برادرش در سال ۱۰۶۱ دوک بوهم شد.

## لشکرکشی‌های هاینریش چهارم
هم پاپ الکساندر دوم و هم پاپ گریگوری هفتم امتیاز وراتیسلاو در استفاده از تاج اسقف و پوششی که پیشینیان او نیز داشتند، تأیید کردند. با این وجود، وراتیسلاو در مناقشه اعطای مقام علیه پاپ‌ها و شورش‌های زاکسن از هاینریش حمایت کرد. این اقدامات، اهمیت تاج را بی‌اثر کرد.
وراتیسلاو اغلب با برادرش یارومیر که اسقف پراگ بود، در تضاد بود. یارومیر ایجاد اسقف‌نشین موراویایی تازه‌ای در اولوموتس توسط وراتیسلاو در سال ۱۰۶۳ را نادیده انگاشت. حتی برای بازپس‌گیری یادگارهایی که از پراگ به موراویا منتقل شده‌بود، از نیروی نظامی استفاده کرد. با وجود حمایت پاپ از نگرش جدید وراتیسلاو، او از وفاداری به امپراتور غفلت نکرد.
زاکسنی‌ها در سال ۱۰۷۰ به رهبری دوک مگنوس و اوتوی نوردهایم شورش کردند و بولسلاف لهستان در سال ۱۰۷۱ به بوهم حمله کرد. در اوت ۱۰۷۳ هاینریش با حمله به لهستان پاسخ داد؛ ولی شورش دیگری در سال ۱۰۷۵ در زاکسن به وقوع پیوست و او را عقب راند. وراتیسلاو به او ملحق شد و در ۹ ژوئن در نخستین نبرد لانگن‌زاسا شورشیان را شکست دادند. سربازان بوهمی شجاعت زیادی از خود نشان دادند. سپس هاینریش یارومیر را با خود به آلمان برد تا با عنوان گبهارد صدراعظم او باشد و وراتیسلاو از آزار او خلاص شد.
وراتیسلاو در جنگ‌هایی علیه ضد شاه‌هایی که مخالف حکومت هاینریش بودند و از سوی بخشی از نجبا برای جانشینی او انتخاب شده‌بودند نیز شرکت کرد. در نبرد فلارشایم، تنها با کمک از سوی جبههٔ وراتیسلاو، سپاه امپراتوری توانست بر شورشیان تحت حمایت پاپ که به دنبال به تخت نشاندن رودولف راینفلدن (دوک سوابی) بودند، غلبه کند. وراتیسلاو حتی توانست نیزهٔ طلایی رودولف را تصاحب کند. پس از آن، نیزهٔ طلایی در مراسم حکومتی پیش روی وراتیسلاو حمل می‌شد.

## رابطه با پاپ‌ها
در سال ۱۰۸۱ وراتیسلاو سپاهی برای شرکت در لشکرکشی هاینریش به ایتالیا فراهم کرد. در سال ۱۰۸۳ نیز وراتیسلاو و همراهان بوهمی او به همراه هاینریش وارد رم شدند.
با وجود این که وراتیسلاو به پادشاهی تکفیر شده خدمت می‌کرد، روابط خوب با مقر پاپی را حفظ کرد. با این وجود، گریگوری از دادن اجازه به وراتیسلاو برای استفاده از نیایش‌سرایی به زبان کلیسایی اسلاو خودداری کرد. البته وراتیسلاو هرگز سرنوشت خود را به پادپاپ کلمان سوم پیوند نزد.

## توسعه‌گرایی

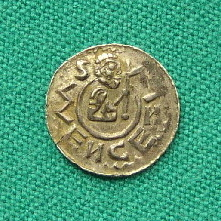
دینار وراتیسلاو دوم

وراتیسلاو تمایل زیادی به تصرف سرزمین‌های اسلاوی مایسن و ووژیتسا داشت، ولی با وجود وعده‌های هاینریش و موفقیت‌های بوهم علیه مارگراف‌های شورشی، هرگز نتوانست به این سرزمین‌ها دست یابد. بین سال‌های ۱۰۷۵ و ۱۰۸۶ ووژیتسای سفلی را تحت سلطه داشت، ولی در سال ۱۰۸۸ پس از طغیان اگبرت دوم مایسن، هاینریش آن منطقه را به هاینریش اوستمارک اهدا کرد. پس از آن، وراتیسلاو به ماجراجویی‌های نظامی هاینریش بی‌توجه بود. او هرگز در وفاداری خود متزلزل نشد، ولی از دادن کمک نظامی به امپراتور خودداری کرد.

## مشکلات داخلی
بر پایه سنتی پرمیسلی، حکومت موراویا به برادر کوچکتر شاهزادهٔ حاکم می‌رسید. در شرایط وراتیسلاو، دو برادر کوچکترش کنراد و اوتو به ترتیب وارث برنو و اولوموتس شدند و کوچکترین برادرش یعنی یارومیر وارد کلیسا شد. البته دشمنی میان برادران گسترش یافت. در این هنگام بود که وراتیسلاو اسقف‌نشین اولوموتس را زیر نظر اسقف‌نشین اعظم ماینتس بنا کرد تا حاکمیت اوتو در قلمرو خودش را مخدوش کند. هم پاپ و هم امپراتور تلاش کردند در این درگیری میانجیگری کنند و هاینریش در سال ۱۰۷۷ با منصوب کردن یارومیر به صدراعظمی توانست تا حدودی قضیه را حل کند. در سال ۱۰۸۵ دیتی در ماینتس برگزار شد که اسقف‌نشین موراویا را توقیف کرد؛ ولی وراتیسلاو بعداً دوباره آن را بنا کرد. یارومیر به رم رفت و به پاپ اوربان دوم اعتراض کرد؛ ولی پیش از آن که حکم پاپی برای این قضیه صادر شود، در سال ۱۰۹۰ درگذشت.
آخرین سال‌های جکومت وراتیسلاو با اختلافات دودمانی مواجه بود. پس از مرگ برادرش اوتو در سال ۱۰۸۶، وراتیسلاو حکومت اولوموتس را به پسرش بولسلاف سپرد که عملی برخلاف منافع کنراد شمرده می‌شد. وراتیسلاو سپاهی علیه کنراد فراهم کرد و فرماندهی آن را در اختیار پسر دیگرش برتیسلاو قرار داد. این پسر از او روی گرداند. وراتیسلاو بر پایه رسمی بوهمی کنراد را وارث خود کرد. بنابراین دو برادر با هم متحد شدند و به برتیسلاو حمله کردند. او نیز به مجارستان فرار کرد.
وراتیسلاو پس از حکومتی سی ساله در ۱۴ ژانویهٔ ۱۰۹۲ از زخمی که در شکار خورده بود، درگذشت. او را در کلیسای سنت پتر و پائول در ویشهراد به خاک سپردند.

## میراث
وراتیسلاو بارها با یارومیر اسقف پراگ کشمکش داشت و در تلاش بود وسیله‌ای برای کاهش اهمیت اسقف پراگ در سیاست‌های داخلی بوهم بیابد. از جمله اقدامات او استقرار دوبارهٔ اسقف‌نشین اولوموتس در سال ۱۰۶۳ و ایجاد شعبهٔ ویشهراد در سال ۱۰۷۰ بود. شعبهٔ ویشهراد مستقل از اسقف پراگ عمل می‌کرد و مستقیماً زیر نظر سریر مقدس بود. موفقیت او در محدود کردن قدرت اسقف پراگ، به تقویت تاج‌وتخت بوهم کمک کرد و این امکان را به حاکمان بعدی داد که بر دولتی متحدتر حکومت کنند. سیاست او در برابر امپراتوری مقدس روم نمونه‌ای بود که در سدهٔ دوازدهم دنبال شد و در نهایت در آغاز سدهٔ سیزدهم منجر به ارتقای بوهم به نظام پادشاهی دائم شد. ازدواج‌های سیاسی او با شاهزادگان خارجی مهم، باعث تشکیل اتحادهایی شد که موقعیت در حال رشد پرمیسلی‌ها را در میان دودمان‌های اروپایی نشان می‌داد.

## خانواده
وراتیسلاو سه بار ازدواج کرد. نخستین همسر او ماریا بود که هنگام زایمان زودرس درگذشت. دومین بار در سال ۱۰۵۷ با آدل‌هاید مجارستان فرزند آندراش یکم ازدواج کرد که آدل‌هاید در سال ۱۰۶۱ درگذشت. آن دو چهار فرزند داشتند:
- وراتیسلاو (درگذشتهٔ ۱۰۶۱)
- یودیتا (۱۰۵۶ یا ۱۰۵۸–۱۰۸۶) همسر ووادیسواو یکم فرزند کازیمیر اول لهستان
- لودمیلا (درگذشته پس از ۱۱۰۰)
- برتیسلاو دوم (حدود ۱۰۶۰–۲۲ دسامبر ۱۱۰۰) دوک بوهم

در سال ۱۰۶۲ وراتیسلاو سومین ازدواج خود را با سواتاوای لهستان دختر کازیمیر اول لهستان انجام داد. آنان پنج فرزند داشتند:
- بولسلاف (درگذشتهٔ ۱۰۹۱)
- بوریووی دوم (حدود ۱۰۶۴–۲ فوریهٔ ۱۱۲۴) دوک بوهم
- ولادیسلاو یکم (درگذشتهٔ ۱۲ آوریل ۱۱۲۵) دوک بوهم
- سوبسلاو یکم (درگذشتهٔ ۱۴ فوریهٔ ۱۱۴۰) دوک بوهم
- یودیتا (حدود ۱۰۶۶–۹ دسامبر ۱۱۰۸) همسر ویپرخت دوم گرویچ